# 205号州际公路 (俄勒冈州和华盛顿州)
205号州际公路（英語：Interstate 205），位于美国俄勒冈州波特兰和华盛顿州温哥华之间，是5号州际公路（5号州际公路俄勒冈州段和5号州际公路华盛顿州段）的一条辅助线。205号州际公路的正式官方名称为战争老兵纪念高速公路（War Veterans Memorial Freeway），有时也被称为东波特兰高速公路（East Portland Freeway）。与5号州际公路直接穿过波特兰市中心不同，205号州际公路穿过波特兰市区东部，连接了哥伦比亚河对岸的温哥华。二者均为南北方向，并大致形成环线。该公路北端的终点位于温哥华北部的鮭溪郊区，而南端的终点位于图阿拉丁（Tualatin）。
205号州际公路全段于1983年3月竣工通车，最后完工的部分为哥伦比亚河南岸最后一个交流道附近的路段。而哥伦比亚河北岸、华盛顿州境内大约10英里的路程则在1982年夏季就已经开始通行，连接华盛顿州和俄勒冈州的格林 L. 杰克逊纪念大桥的工程则于1982年12月完成。

## 路线

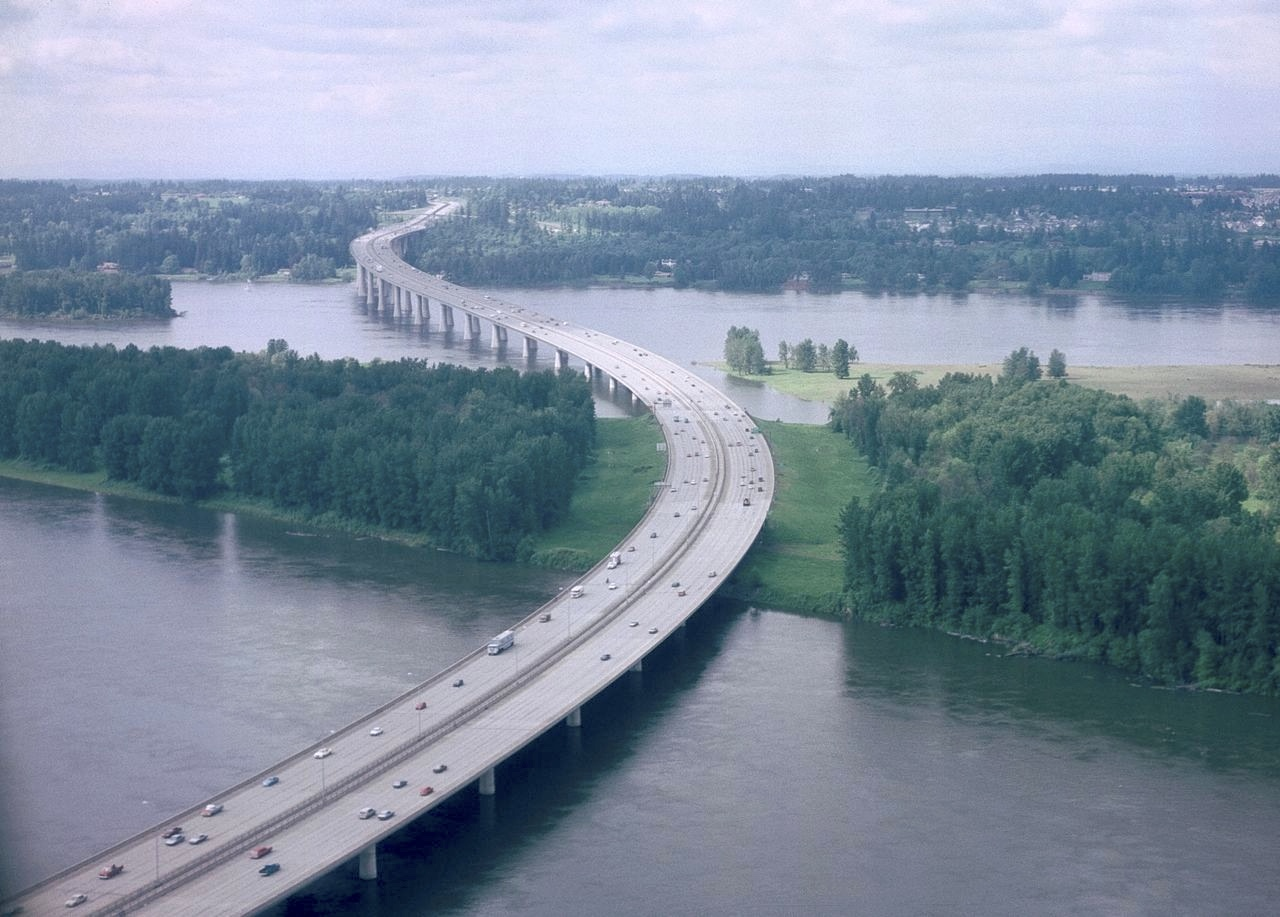
鸟瞰横跨哥伦比亚河的格林 L. 杰克逊纪念大桥

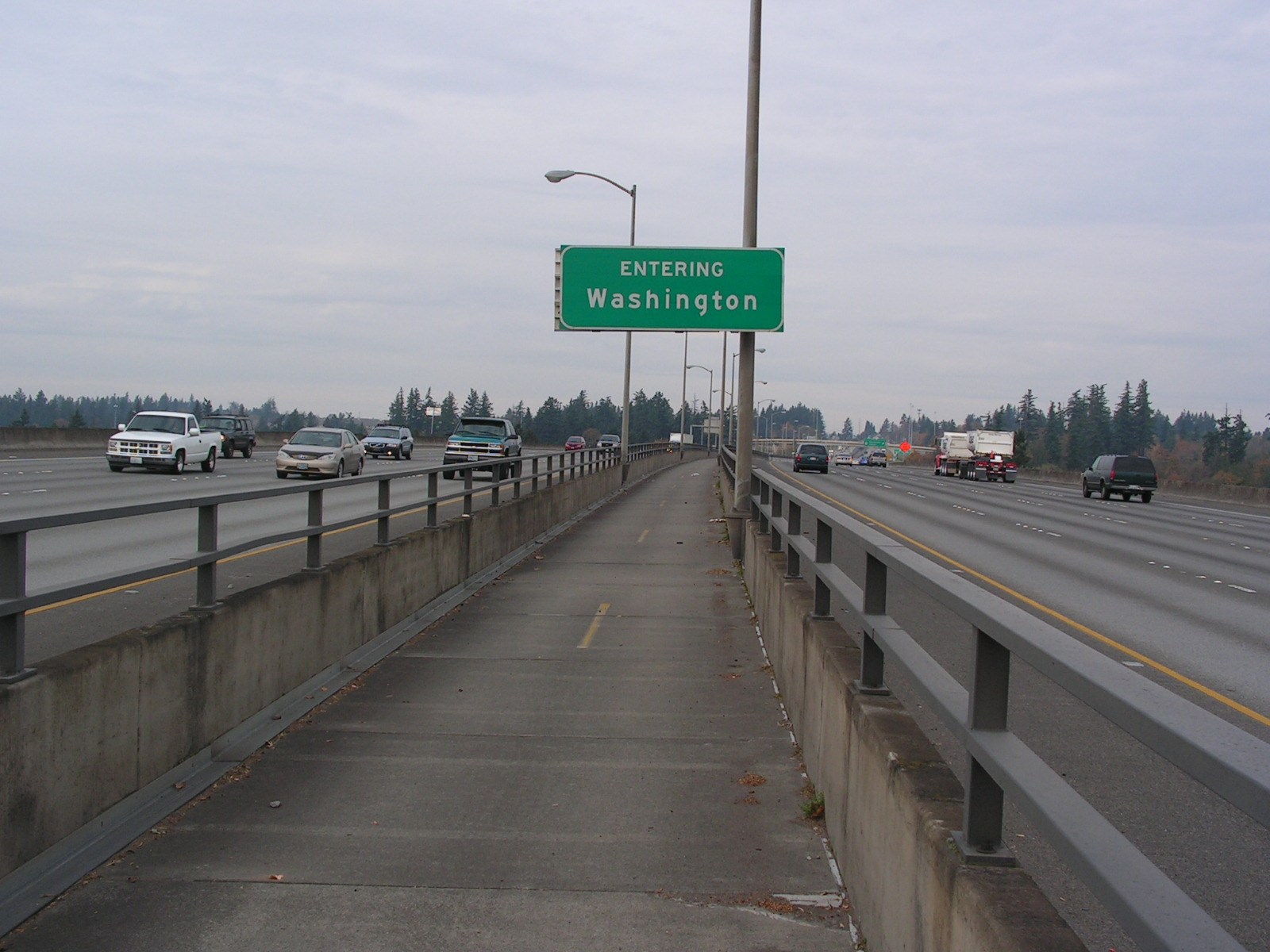
与205号州际公路并行的自行车道

205号州际公路的南端始于俄勒冈州的图阿拉丁，此处有一三叉交流道与5号州际公路相连。由此处开始，205号州际公路向东延伸，穿过韦斯特林（West Linn），按后在俄勒冈城跨越威拉米特河，河两岸分别有交流道与43号俄勒冈州州道以及99号俄勒冈州州道相连。在威斯特林的北向车道一旁，有一处观光点可以观察威拉米特瀑布；而在俄勒冈城，205号州际公路向北转弯，与213号俄勒冈州州道并行，跨越克拉克默斯河（Clackamas River），然后到达格莱德斯通（Gladstone）。
213号俄勒冈州州道在克拉克默斯（Clackamas）与205号州际公路分离，205号州际公路在随后位于北方的下一个出口设置了通往桑尼塞德路（Sunnyside Road）和克拉克默斯市镇中心的连接道路。随后，公路穿过波特兰东部，并与26号美国国道以及俄勒冈州境内的84号州际公路交汇。再往北行，公路在驶入格林 L. 杰克逊纪念大桥之前有一交流道通往连接波特兰国际机场的公路。
跨过哥伦比亚河之后即为华盛顿州，205号州际公路从温哥华城区西部穿过，并在此处有交流道连接两条高速公路，一为14号华盛顿州州道，二为500号华盛顿州州道（State Route 500）。此后，205号州际公路向西北方向骗着，向着5号州际公路的方向靠拢，最后在鮭溪终止。5号州际公路和205号州际公路在最后的交流道汇合之前，还由东北134号街完成一次互联。
在波特兰市区内，205号州际公路还有配套的自行车和行人道。

## 前景
由于波特兰市区以及华盛顿州温哥华的快速发展，华盛顿州运输部和俄勒冈州运输部正在规划对该公路的改善工程，以适应增长的车流量。在温哥华，华盛顿州运输部和华盛顿县的地方运输委员会正在规划建设新的车道。而在波特兰，俄勒冈州运输部也有类似的规划，但是尚未发布细节。
另一项解决方案是沿着205号州际公路修建一条轻轨系统，但是这一提议已经受到了克拉克县当地居民的反对。除此之外，哥伦比亚河的管理部门提出，格林 L. 杰克逊纪念大桥的工程设计并不适合再承载轨道交通。

## 出口列表
| 州                                           | 县                                           | 连接道路                                        | 前往地区                                     | 里程               |
| -------------------------------------------- | -------------------------------------------- | ----------------------------------------------- | -------------------------------------------- | ------------------ |
| 俄勒冈州                                     | 华盛顿县                                     | 5号州际公路                                     | 塞勒姆、波特兰                               | 0英里（0）         |
| 俄勒冈州                                     | 克拉克默斯縣                                 | 斯坦福路                                        |                                              | 3.16英里（5.09）   |
| 俄勒冈州                                     | 克拉克默斯縣                                 | 10号街                                          | 韦斯特林                                     | 6.40英里（10.30）  |
| 俄勒冈州                                     | 克拉克默斯縣                                 | 43号俄勒冈州州道                                | 韦斯特林                                     | 8.82英里（14.19）  |
| 俄勒冈州                                     | 克拉克默斯縣                                 | 99E号俄勒冈州州道                               | 俄勒冈城、格莱德斯通                         | 9.29英里（14.95）  |
| 俄勒冈州                                     | 克拉克默斯縣                                 | 213号俄勒冈州州道                               | 俄勒冈城、莫拉拉                             | 10.24英里（16.48） |
| 俄勒冈州                                     | 克拉克默斯縣                                 |                                                 | 格莱德斯通                                   | 11.05英里（17.78） |
| 俄勒冈州                                     | 克拉克默斯縣                                 | 212号俄勒冈州州道（东） 224号俄勒冈州州道（东） | 克拉克默斯、艾斯塔卡达、胡德山、约翰逊城     | 12.67英里（20.39） |
| 俄勒冈州                                     | 克拉克默斯縣                                 | 213号俄勒冈州州道（北） 224号俄勒冈州州道（西） | 密尔沃基                                     | 13.39英里（21.55） |
| 俄勒冈州                                     | 克拉克默斯縣                                 | 桑尼布鲁克大道 桑尼塞德路                       |                                              | 14.58英里（23.46） |
| 俄勒冈州                                     | 克拉克默斯縣                                 | 约翰逊溪大道                                    |                                              | 16.24英里（26.14） |
| 俄勒冈州                                     | 姆尔特诺默县                                 | 福斯特路                                        |                                              | 17.85英里（28.73） |
| 俄勒冈州                                     | 姆尔特诺默县                                 | 26号美国国道 迪威森街                           |                                              | 19.61英里（31.56） |
| 俄勒冈州                                     | 姆尔特诺默县                                 | 华盛顿街 斯塔克街                               |                                              | 20.57英里（33.10） |
| 俄勒冈州                                     | 姆尔特诺默县                                 | 格莱森街                                        |                                              | 21.12英里（33.99） |
| 俄勒冈州                                     | 姆尔特诺默县                                 | 84号州际公路（西） 30号美国国道（西）           | 波特兰                                       | 21.58英里（34.73） |
| 俄勒冈州                                     | 姆尔特诺默县                                 | 84号州际公路（东） 30号美国国道（东）           | 达尔斯                                       | 22.59英里（36.36） |
| 俄勒冈州                                     | 姆尔特诺默县                                 | 30号美国国道（支路）                            |                                              | 23.68英里（38.11） |
| 俄勒冈州                                     | 姆尔特诺默县                                 |                                                 | 波特兰国际机场                               | 24.65英里（39.67） |
| 格林 L. 杰克逊纪念大桥横跨哥伦比亚河（州界） | 格林 L. 杰克逊纪念大桥横跨哥伦比亚河（州界） | 格林 L. 杰克逊纪念大桥横跨哥伦比亚河（州界）    | 格林 L. 杰克逊纪念大桥横跨哥伦比亚河（州界） | 26.56英里（42.74） |
| 华盛顿州                                     | 克拉克县                                     | 14号华盛顿州州道                                | 温哥华、卡默斯                               | 27.06英里（43.55） |
| 华盛顿州                                     | 克拉克县                                     | 米尔普雷恩大道 东北112号大道                    |                                              | 28.30英里（45.54） |
| 华盛顿州                                     | 克拉克县                                     | 东北赫尔路 东北112号大街                        |                                              | 30.87英里（49.68） |
| 华盛顿州                                     | 克拉克县                                     | 500号华盛顿州州道                               | 温哥华                                       | 30.87英里（49.68） |
| 华盛顿州                                     | 克拉克县                                     |                                                 | 韦斯特菲尔德                                 | 31.08英里（50.02） |
| 华盛顿州                                     | 克拉克县                                     | 巴登道 东北安德森路                             | 巴特爾格朗德                                 | 33.01英里（53.12） |
| 华盛顿州                                     | 克拉克县                                     | 东北134号街                                     | 华盛顿州立大学温哥华分校                     | 36.72英里（59.10） |
| 华盛顿州                                     | 克拉克县                                     | 5号州际公路                                     | 西雅图                                       | 37.13英里（59.75） |